# Bức xạ vật đen

Khi nhiệt độ vật đen giảm thì cường độ bức xạ giảm, đỉnh của nó dịch về bước sóng dài hơn.

Bức xạ vật đen là bức xạ điện từ nhiệt bên trong hoặc xung quanh một vật thể ở trạng thái cân bằng nhiệt động (thermodynamic equilibrium) với môi trường xung quanh, được phát ra bởi một vật đen. Bức xạ vật đen có một quang phổ liên tục mà chỉ phụ thuộc vào nhiệt độ của vật thể.

## Lý thuyết

### Bức xạ
Bức xạ là hiện tượng mà một vật thể nào đó phát ra các sóng điện từ và sóng điện từ đó lan truyền trong không gian. Quá trình phát và lan truyền sóng điện từ là quá trình lan truyền năng lượng, như vậy các vật phát sóng điện từ phải chuyển đổi một dạng năng lượng nào đó thành năng lượng sóng. Con người có thể làm cho các vật thể phát sóng điện từ bằng cách cung cấp năng lượng cho nó. Năng lượng có thể cung cấp cho vật bằng tác dụng hoá học thí dụ như phản ứng cháy của phosphor trong không khí sẽ phát sáng. Có thể dùng năng lượng cơ học khi cọ xát các vật để tạo ánh sáng, có thể dùng năng lượng của dòng điện để phát sóng điện từ. Nói chung phương pháp giản đơn nhất là truyền nhiệt trực tiếp cho vật.
Bức xạ nhiệt là một quá trình mà hệ biến đổi nhiệt năng nhận được từ môi trường thành nội năng của hệ vật; Bức xạ nhiệt là dạng bức xạ phổ biến nhất tạo ra do các nguyên tử, phân tử của vật chất bị kích thích bởi tác dụng nhiệt của các nguồn ngoài. Khi các nguyên tử, phân tử của vật chất chuyển từ trạng thái kích thích trở về trạng thái cơ bản lúc đầu, nó sẽ phát ra sóng điện từ (có thể dưới dạng ánh sáng). Người ta dùng khái niệm bức xạ nhiệt là để phân biệt với bức xạ điện từ do điện trường và từ trường biến thiên tạo ra.
Sự hấp thụ bên cạnh quá trình bức xạ, vật thể có khả năng thu nhận ngay chính năng lượng của sóng điện từ do một hệ khác truyền qua nó. Quá trình đó gọi là quá trình hấp thu sóng điện từ mà thường được gọi tắt là hấp thụ. Khi vật phát ra bức xạ thì năng lượng của nó giảm và kéo theo là nhiệt độ của nó cũng giảm. Ngược lại, khi vật hấp thụ bức xạ thì năng lượng của nó tăng và nhiệt độ của nó cũng tăng lên.
Cân bằng nhiệt khi phần năng lượng của vật mất đi do bức xạ được bù lại bằng đúng phần năng lượng vật hấp thụ thì vật ở trạng thái cân bằng nhiệt lúc đó nhiệt độ của vật sẽ không thay đổi theo thời gian.

### Quang phổ
Bức xạ vật đen có phổ tần số liên tục đặc trưng và chỉ phụ thuộc vào nhiệt độ của vật, được gọi là phổ Planck hoặc định luật Planck. Phổ này đạt đỉnh ở tần số đặc trưng, chuyển sang tần số cao hơn khi nhiệt độ tăng. Ở nhiệt độ phòng, hầu hết phát xạ nằm trong vùng hồng ngoại của phổ điện từ. Khi nhiệt độ tăng vượt quá khoảng 500 độ C, vật đen bắt đầu phát ra một lượng đáng kể ánh sáng khả kiến. Khi nhìn trong bóng tối bằng mắt người, ánh sáng yếu đầu tiên xuất hiện có vẻ có màu xám (ánh sáng đó thực ra có màu đỏ, nhưng ánh sáng cường độ thấp chỉ kích hoạt các cảm biến mức xám (grey-level sensor) của mắt). Khi nhiệt độ tăng, ánh sáng phát ra có thể được nhìn thấy ngay cả khi có chút ánh sáng nền xung quanh: đầu tiên là màu đỏ xỉn, sau đó là màu vàng và cuối cùng là màu trắng xanh khi nhiệt độ tăng. Khi vật xuất hiện màu trắng, nó phát ra một phần đáng kể năng lượng của nó dưới dạng bức xạ cực tím. Mặt Trời, với nhiệt độ hiệu dụng khoảng 5800 K, là một vật thể đen gần đúng với quang phổ phát xạ đạt đỉnh ở phần trung tâm của quang phổ khả kiến—phần mang màu vàng lục—nhưng cũng mang năng lượng đáng kể trong phổ cực tím.

### Vật đen
Mọi vật chất bình thường (cấu tạo bởi các baryon) đều phát ra bức xạ điện từ khi nhiệt độ của nó cao hơn nhiệt độ không tuyệt đối. Bức xạ này biểu thị sự chuyển đổi nội năng của vật thể thành năng lượng điện từ, và do đó được gọi là bức xạ nhiệt. Đây là một quá trình tự phát của phân bố bức xạ của entropy.
Ngược lại, mọi vật chất thông thường đều hấp thụ bức xạ điện từ ở một mức độ nào đó. Một vật thể hấp thụ toàn bộ bức xạ chiếu vào nó, ở mọi bước sóng, được gọi là vật đen. Khi một vật đen ở nhiệt độ đồng đều, bức xạ của nó có phân bố tần số đặc trưng phụ thuộc vào nhiệt độ. Bức xạ của nó được gọi là bức xạ vật đen.
Khái niệm về vật đen là một sự lý tưởng hóa, vì vật đen hoàn hảo không tồn tại trong tự nhiên. Tuy nhiên, than chì và muội đèn, với độ phát xạ lớn hơn 0,95, là những ví dụ tốt liên quan đến vật liệu đen. Một hộp kín có vỏ bằng than chì ở nhiệt độ không đổi với một lỗ nhỏ ở một bên sẽ mô phỏng bức xạ vật đen lý tưởng phát ra từ lỗ mở.

## Phương trình

### Định luật Planck về bức xạ vật đen
Định luật Planck phát biểu rằng:
{\displaystyle B_{\nu }(T)={\frac {2\nu ^{2}}{c^{2}}}{\frac {h\nu }{e^{h\nu /kT}-1}},}
Với
{\displaystyle B_{\nu }(T)} là bức xạ quang phổ (công suất trên một đơn vị góc khối và trên một đơn vị diện tích bình thường với sự lan truyền), mật độ tần số {\displaystyle \nu } bức xạ trên mỗi đơn vị tần số ở trạng thái cân bằng nhiệt động lực học tại nhiệt độ {\displaystyle T}. Đơn vị: công suất / [diện tích × góc khối × tần số].
{\displaystyle h} là hằng số Planck.
{\displaystyle c} là tốc độ ánh sáng trong chân không.
{\displaystyle k} là hằng số Boltzmann.
{\displaystyle \nu } là tần số của bức xạ điện từ.
{\displaystyle T} là nhiệt độ tuyệt đối của vật thể.

### Định luật Stefan–Boltzmann
Năm 1879, Josef Stefan qua nhiều thí nghiệm về bức xạ nhiệt, kết hợp với những cơ sở lý thuyết do Ludwig Boltzmann đưa ra sau đó ít lâu, đã tổng kết thành định luật Stefan–Boltzmann: công suất bức xạ nhiệt của một vật thì tỷ lệ với lũy thừa bậc bốn của nhiệt độ tuyệt đối của vật bức xạ và diện tích bề mặt vật bức xạ.
Bằng cách tích hợp {\displaystyle B_{\nu }(T)\cos(\theta )} trên tần số bức xạ {\displaystyle L} (đơn vị: công suất / [diện tích * góc khối]) là:
{\displaystyle L={\frac {2\pi ^{5}}{15}}{\frac {k^{4}T^{4}}{c^{2}h^{3}}}{\frac {1}{\pi }}=\sigma T^{4}{\frac {\cos(\theta )}{\pi }}}
Bằng cách sử dụng {\displaystyle \int _{0}^{\infty }dx\,{\frac {x^{3}}{e^{x}-1}}={\frac {\pi ^{4}}{15}}} với {\displaystyle x\equiv {\frac {h\nu }{kT}}} và với {\displaystyle \sigma \equiv {\frac {2\pi ^{5}}{15}}{\frac {k^{4}}{c^{2}h^{3}}}=5.670373\times 10^{-8}{\frac {W}{m^{2}K^{4}}}} là hằng số Stefan–Boltzmann.